# Paramoron diadematum
Paramoron diadematum là một loài bọ cánh cứng trong họ Cerambycidae.